# Parafia Nawrócenia św. Pawła Apostoła w Sandomierzu
Parafia pw. Nawrócenia św. Pawła Apostoła w Sandomierzu – parafia rzymskokatolicka znajdująca się w diecezji sandomierskiej, w dekanacie Sandomierz. Parafia erygowana w XIII wieku. Mieści się przy ulicy Staromiejskiej.
Na terenie parafii znajduje się zabytkowy kościół św. Jakuba, należący do zespołu klasztornego dominikanów, mający statut kościoła rektoralnego. Jest położony, wraz z kościołem parafialnym, na pielgrzymim szlaku Małopolskiej Drogi św. Jakuba.